# Milena Dravić
Milena Dravić (serbiska: Милена Дравић), född 5 oktober 1940 i Belgrad, Kungariket Jugoslavien, död 14 oktober 2018 i Belgrad, Serbien, var en serbisk skådespelare.
Dravić gjorde en lång karriär inom jugoslavisk film med debut år 1959 i František Čáps film Vrata ostaju otvorena. Det stora genombrottet kom år 1962 i Branko Bauers film Prekobrojna. Dravić hade huvudroller i Dušan Makavejevs filmer Čovek nije tica (1965) och W.R. – Kroppens mysterier (1971).
Efter Socialistiska federationen Jugoslaviens sammanbrott hade Dravić flera filmroller i Restjugoslavien och i Serbien, bland annat i Goran Paskaljevićs film Nattmänniskor i Belgrad (1998). Hon var gift tre gånger; tredje maken var skådespelaren Dragan Nikolić (1943–2016).